# Escuela Latinoamericana de Medicina
A Escuela Latinoamericana de Medicina ou  (ELAM ou ELACM) é uma universidade pública internacional cubana com sede em Havana, Cuba, fundada pelo governo daquele país em 15 de novembro de 1999.
Trata-se de uma instituição que reúne estudantes de 122 países latino-americanos, caribenhos, de outros continentes.
Trata-se de uma universidade especializada em medicina que oferece cursos gratuitos nessa área de conhecimento, por meio da concessão de bolsas que atraem estudantes estrangeiros, inclusive do Brasil. Após concluir o curso, que possui seis anos de duração, em período integral, o estudante obtém o título de Doctor en Medicina.
Em Cuba, além da ELAM, existem outras 25 faculdades de medicina, todas elas integrantes de universidades públicas.
Dados de setembro de 2021 apontam que mais de 30 mil médicos teriam sido graduados pela ELAM.

## Críticas
Em que pese suas origens estar associadas a um discurso de solidariedade do governo cubano em razão de catástrofes naturais envolvendo o furacão Mitch, críticos identificam nessa instituição uma manifestação de soft power pelo Governo de Cuba[carece de fontes?].

## Ex-alunos notáveis
- Ariana Campero  (médica boliviana e ex-ministra da saúde na Bolívia)[1];
- Janilson Leite (médico brasileiro e atual deputado estadual no Acre);
- María José Carrión (médica equatoriana, ex-deputada e atual professora na Universidade Central do Equador e na Universidad Autónoma de los Andes);
- Santos Quispe Quispe (médico boliviano e atual governador de La Paz, um departamento boliviano).